# دوميني دي تيرافيرما
دوميني دي تيرافيرما (بالإيطالية: Domini di Terraferma)‏ أو ستاتو دا تيرا (بالإيطالية: Stato da Tera)‏ وتعني الممتلكات البرية أو الدولة البرية، كان الاسم المطلق على الأراضي الخاضعة لجمهورية البندقية في المناطق البادانية الفينيشية.